# جمعية الفلسفة (السعودية)
جمعية الفلسفة هي جمعية أهلية غير ربحية تعنى بالمجال الفلسفي في السعودية، تأسست في نوفمبر عام 2020، وهي أول جمعية فلسفية في السعودية.

## التأسيس
تأسست الجمعية رسميًّا خلال شهر نوفمبر من عام 2020، وذلك بعد حصولها على تصريح من وزارة الموارد البشرية والتنمية الاجتماعية. تشرف وزارة الثقافة السعودية على الجمعية بشكلٍ رسمي.

## مبادرة المنح البحثية الفلسفية
تقدم جمعية الفلسفة والمركز السعودي للفلسفة والأخلاقيات 10 منح للدراسات البحثية الفلسفية بدعم من هيئة الأدب والنشر والترجمة للمجتمع الفلسفي السعودي؛ بهدف إثراء الإنتاج البحثي السعودي وتعزيز الاهتمام العلمي بالفلسفة في المملكة العربية السعودية.

## حلقة الرياض الفلسفية (حرف)
حلقة الرياض الفلسفية (حرف) هي نشاط فلسفي سعودي تأسس في 22 من عام 2008، بهدف تأسيس مجتمع فلسفي في السعودية. بدأت حرف كنشاط ضمن أنشطة النادي الأدبي بالرياض حتى عام 2020، حيث انضمت بعدها كنشاط إلى أعمال جمعية الفلسفة. صدر عن حلقة (حرف) كتابان وهما: أوراق فلسفية 1، وأوراق فلسفية 2.

## المحاضرات والدورات والورش التدريبية
تُقدم الجمعية باقة من المحاضرات في الفلسفة، بالإضافة إلى تقديم ندوات حوارية ودورات وورش تدريبية مجانية ومدفوعة في عدة مجالات، كما أنتجت ثلاث بودكاستات وقامت بنشرها، ونظمت مسابقتين، وأصدرت العديد من الكتب والمقالات المنشورة عن طريق الموقع الرسمي للجمعية.

## وصلات خارجية
- قناة جمعية الفلسفة على يوتيوب
- جمعية الفلسفة (الموقع الرسمي)